# 和田みちる
和田 みちる（わだ みちる、7月24日 - ）は、日本の声優、舞台女優。劇団ムーンライト所属。千葉県出身。血液型はA型。

## 来歴
勝田声優学院第14期卒業生。以前はオフィス野沢、メディアフォースに所属していた。

## 人物
趣味はバイオリン。

## 出演

### テレビアニメ
1999年
- 週刊ストーリーランド（百合子）
- デ・ジ・キャラット（園児）

2000年
- 六門天外モンコレナイト（ワルキュリアの少女B、グラッヴ・ヒポポタマス）

2001年
- ギャラクシーエンジェル（覆面レスラー1号・2号、少年A、母親）
- ナジカ電撃作戦
- 名探偵コナン（門脇沙織）

2005年
- 蟲師（しげの母）

2006年
- きらりん☆レボリューション（2006年 - 2008年、インタビュアー、女性、占い師、おばあさん）

2008年
- 銀魂（天の声、お母さん）
- スレイヤーズREVOLUTION（看護士）
- それいけ!アンパンマン（スケールちゃん〈2代目〉）

2017年
- Code:Realize 〜創世の姫君〜（オムニブス）

### 劇場アニメ
- それいけ!アンパンマン 怪傑ナガネギマンとやきそばパンマン（2001年、ブロッコリー）

### ゲーム
2001年
- アイシア（エウリケ）

2002年
- 虹色ドッジボール〜乙女たちの青春〜（佐伯素子）
- 熱チュー!プロ野球2002

2003年
- グローランサーIV（マリア）
- ファンタスティックフォーチュン2

2004年
- シンフォニック=レイン（ニンナ・フィーネ）

2005年
- シャドウハーツ・フロム・ザ・ニューワールド（アン・ラフィート）

2006年
- グローランサーV（ミランダ）

2007年
- エルヴァンディアストーリー（カイ）
- ゼロの使い魔 夢魔が紡ぐ夜風の幻想曲
- ファイナルファンタジー・クリスタルクロニクル リング・オブ・フェイト（ミース）

2010年
- ニーア・レプリカント

2014年
- Code:Realize 〜創世の姫君〜（オムニブス）

2016年
- Code:Realize 〜祝福の未来〜（オムニブス）

2017年
- Code:Realize 〜白銀の奇跡〜（オムニブス）

### ドラマCD
- アニメイト・コンシェルジュ MINI Voice Section Ⅲ
- VELVET UNDERWORLD
- 貴族探偵エドワード 銀の瞳が映すもの（2007年、エルシー）
- ケイクランドストーリー（ケイクランド王妃）
- シュラキ
- 葉っぱのフレディ〜いのちの旅〜

### BLCD
- 世界一初恋2

### 吹き替え
- アメリカン・サイコ
- タイニー・トゥーンズ（ウフーラ）

### 舞台
- ガジャボイ追想（翔子）
- ノスタルジック･カフェ 1971･あの時君は（目黒悦子）
- 煙が目にしみる（野々村桂）
- もやしの唄（樋口八重）
- ウェディングドレスに乾杯!（青梅千代見）
- はい、チーズ!（富川真由美）